# Saves the Day
Saves the Day is een Amerikaanse band uit New Jersey.

## Bezetting
Oprichters
- Christopher 'Chris' Conley (zang)
- Anthony Anastacio (gitaar, 1997)
- Justin Gaylord (gitaar, 1997)
- Sean McGrath (basgitaar, tot 1999)
- Bryan Newman (drums, tot 2002)

Huidige bezetting
- Christopher 'Chris' Conley (zang, sinds 1994; gitaar, sinds 2003)
- Arun Bali (gitaar, sinds 2009)
- Rodrigo Palma (basgitaar, sinds 2009)
- Claudio Rivera (drums, sinds 2010)

Voormalige leden
- Spencer Peterson (drums, percussie, 2010)
- Manuel Carrero (basgitaar, 2005–2009)
- Durijah Lang (drums, percussie, 2007–2009)
- David Soloway (gitaar, 1998–2009)
- Pete Parada (drums, percussie, 2002–2007)
- Eben D'Amico (basgitaar, zang, 1999–2005)
- Ted Alexander (gitaar, 1998–2002)

- Bryan Newman (drums, percussie, 1997–2002)
- Sean McGrath (basgitaar, 1998–1999)
- Chris Zampella (gitaar, zang, 1997)
- Anthony Anastasio (gitaar, 1997)
- Reed Black (Toerlid: keyboards, 2003–2005)
- Damon Atkinson (drums)

## Geschiedenis
Midden jaren 1990 werd Saves the Day geformeerd uit Chris Conley, Anthony Anastacio, Justin Gaylord, Sean McGrath en Bryan Newman. De eerste door hun geschreven songs werden pas in 2003 uitgebracht op het album Ups & Downs: Early Recordings and B-Sides. Hun eerste officiële cd-publicatie was Can't Slow Down bij Equal Vision Records, waar ze bleven tot het uitbrengen van hun album Stay What You Are. Na Can't Slow Down bracht Saved the Day hun zes songs bevattende akoestische album I'm Sorry I'm Leaving uit, waarop zich onder andere een Modern English-cover (I melt with you) bevindt. Dit album namen ze op zonder hun gitaristen Anthony Anastacio en Justin Gaylord. In hun plaats speelde zanger Christopher Conley op de akoestische gitaar. Bij het volgende album Through Being Cool verlieten de gitaristen definitief de band en hun vervangers waren Ted Alexander en Dave Soloway.
Bij de productie van hun volgende album Stay What You Are, weken ze een weinig af van hun emopunk-stijl naar een meer indie-achtige emorichting. Bovendien wisselden ze met dit album ook naar Vagrant Records. Met het nieuwe album kwamen ook muziekvideo's bij MTV en MTV1 en optredens als voorband bij Blink 182 en Green Day. Na Stay What You Are waren er weer enkele personele mutaties. Dit werd tevens de huidige bezetting.
Voor de ontwikkeling van hun volgende albums reisden de vier naar Californië, waar ze meerdere maanden werkten aan hun album. Voor hun andere albums hadden ze nooit meer dan enkele weken nodig gehad.
Het als compilatie bedoelde album Ups & Downs:Early Recordings and B-Sides, verscheen daarna en bevat naast B-kanten, liveopnamen en nieuw geproduceerde, ook niet meer verkrijgbare op geluidsdragers beschikbare nummers.
In 2006 verscheen de opvolger van In Reverie, Sound The Alarm. Het album was volgens een verklaring van de band het eerste deel van een trilogie over 'zelfontdekking'. Het tweede album van de trilogie Under The Boards verscheen in 2007. Het derde deel Daybreak volgde in 2011.

## Discografie

### Singles
- 1998: The Choke
- 2000: Shoulder to the Wheel
- 2002: At Your Funeral
- 2002: Freakish
- 2003: Anywhere with You
- 2006: Eulogy
- 2006: The End
- 2007: Can't Stay the Same

### Studioalbums
- 1998: Can't Slow Down
- 1999: Through Being Cool
- 2001: Stay What You Are
- 2003: In Reverie
- 2006: Sound the Alarm
- 2007: Under the Boards
- 2011: Daybreak
- 2013: Saves The Day

### Compilaties
- 2004: Ups and Downs: Early Recordings and B-Sides
- 2009: Bug Sessions

### Ep's
- 1999: I'm Sorry I'm Leaving
- 2006: Bug Sessions Volume One
- 2008: Bug Sessions Volume Two
- 2008: Bug Sessions Volume Three
- 2010: 1984 EP